# Oblast Ćustendil
Oblast Ćustendil (bugarski Област Кюстендил) nalazi se u zapadnoj Bugarskoj, na granici sa Srbijom. U oblasti živi 162.622 stanovnika, dok je prosječna gustoća naseljenosti 73 stan./km² Najveći grad i administrativno središte oblasti je grad Ćustendil s 58.774 stanovnika.
Oblast Ćustendil sastoji se od devet općina:
| Općina         | Stan.  | Sjedište       | Stan.  |
| -------------- | ------ | -------------- | ------ |
| Boboševo       | 3.016  | Boboševo       | 1.383  |
| Bobov dol      | 10.266 | Bobov dol      | 6.664  |
| Dupnica        | 54.671 | Dupnica        | 42.800 |
| Kočerinovo     | 4.506  | Kočerinovo     | 2.190  |
| Ćustendil      | 74.395 | Ćustendil      | 58.774 |
| Nevestino      | 2.738  | Nevestino      | 629    |
| Rila           | 3.424  | Rila           | 2.937  |
| Sapareva Banja | 8.165  | Sapareva Banja | 4.326  |
| Trekljano      | 547    | Trekljano      | 226    |

## Vanjske poveznice
- Službena stranica oblasti  Arhivirana inačica izvorne stranice od 22. travnja 2009. (Wayback Machine)